# 퀸스타운 공항
퀸스타운 국제공항(영어: Queenstown International Airport, IATA: ZQN, ICAO: NZQN)은 뉴질랜드 퀸스타운에 위치한 국제공항이다. 남섬에서는 두번째로 큰 공항이며, 퀸스타운을 연결하는 중요한 관문 역할을 하고 있다.
퀸스타운 국제공항은 퀸스타운 중심지에서 약 8KM 떨어진 곳에 위치에 있으며, 관광도시답게 매년 이용객이 급증하고 있다. 여름에는 레저스포츠와 일반 관광객을 끌어모으고, 겨울에는 스키장을 찾는 관광객으로 인해 항상 바쁘다. 참고로 뉴질랜드에서 오클랜드, 크라이스트처치, 웰링턴 다음으로 이용객이 많은 국제공항이다. 2016년 이후 밤 운항도 가능해져, 더 많은 관광객들이 이 공항을 이용할 것이다.
뿐만 아니라 이 공항은 소형 항공기와 헬기회사가 많이 있어 남섬 밀포드사운드 및 주변에 있는 산 등을 쉽게 갈 수 있다.
또한 공항이 산지에 둘러싸여 있어 착륙하기 어려운 공항 중 하나에 속한다.

## 운항 노선

### 국제선
| 항공사              | 목적지                     |
| ------------------- | -------------------------- |
| 에어뉴질랜드        | 시드니, 멜버른             |
| 제트스타 항공       | 시드니, 멜버른, 골드코스트 |
| 콴타스 항공         | 시드니, 멜버른, 브리즈번   |
| 버진 오스트레일리아 | 시드니, 멜버른, 브리즈번   |

### 국내선
| 항공사            | 목적지                           |
| ----------------- | -------------------------------- |
| 에어밀포드        | 밀포드 사운드, 테아나우          |
| 글레노키에어      | 밀포드 사운드                    |
| 에어뉴질랜드      | 오클랜드, 웰링턴, 크라이스트처치 |
| 제트스타 뉴질랜드 | 오클랜드, 웰링턴                 |

## 같이 보기
- 뉴질랜드의 항공사 목록